# Liste der Baudenkmale in Oldenburg (Oldb) – Roggemannstraße
In der Liste der Baudenkmale in Oldenburg (Oldb) – Roggemannstraße stehen alle Baudenkmale der Roggemannstraße in Oldenburg (Oldb).  Die Quelle der IDs und der Beschreibungen ist der Denkmalatlas Niedersachsen.
Der Stand der Liste ist das Jahr 2022(22).

## Allgemein
In den Spalten befinden sich folgende Informationen:
- Lage: die Adresse des Baudenkmales und die geographischen Koordinaten. Kartenansicht, um Koordinaten zu setzen. In der Kartenansicht sind Baudenkmale ohne Koordinaten mit einem roten Marker dargestellt und können in der Karte gesetzt werden. Baudenkmale ohne Bild sind mit einem blauen Marker gekennzeichnet, Baudenkmale mit Bild mit einem grünen Marker.
- Bezeichnung: Bezeichnung des Baudenkmales
- Beschreibung: die Beschreibung des Baudenkmales. Unter § 3 Abs. 2 NDSchG werden Einzeldenkmale und unter § 3 Abs. 3 NDSchG Gruppen baulicher Anlagen und deren Bestandteile ausgewiesen.
- ID: die Objekt-ID des Baudenkmales
- Bild: ein Bild des Baudenkmales, ggf. zusätzlich mit einem Link zu weiteren Fotos des Baudenkmals im Medienarchiv Wikimedia Commons. Wenn man auf das Kamerasymbol klickt, können Fotos zu Baudenkmalen aus dieser Liste hochgeladen werden:

Zurück zur Hauptliste
| Lage                                               | Bezeichnung | Beschreibung | ID       | Bild |
| -------------------------------------------------- | ----------- | --- | -------- | ---- |
| Roggemannstraße 1 53° 8′ 6″ N, 8° 12′ 28″ O        | Wohnhaus    | Eckhaus zur Gartenstraße, zurückgesetzt auf Gartengrundstück. Zweigeschossiger Putzbau von vier Achsen über Sockelgeschoss unter Pyramidendach. Zweite Achse von links blind. Auf der rechten Seite zurückgesetzter Vorbau mit Eingang, davor Freitreppe und Vordach. Fenster im EG segmentbogig. Auf der linken Seite zur Gartenstraße links Standerker unter Balkon. Auf beiden Seiten jüngere Schleppgaupen. Putzgliederung: Rustizierung des Sockels und der Kanten, geschossteilendes Gesims, im OG Gesims auf Brüstungshöhe, horizontale Fugen, Fensterrahmungen, im OG Brüstungsfelder. Zu beiden Straßen eiserne Einfriedung mit verputzten Pfosten an der Einfahrt. Erbaut vor 1884. | 37445528 |      |
| Roggemannstraße 3 53° 8′ 7″ N, 8° 12′ 28″ O        | Wohnhaus    | Zweigeschossiger Putzbau von drei Achsen über Sockelgeschoss unter Walmdach. Linke Achse breiter, als Risalit mit Giebel ausgebildet, davor zweigeschossiger Standerker mit Dreifenstergruppen (im EG als Thermenfenster) unter Schweifhaube. Auf der linken Seite zurückgesetzter Risalit mit Giebel, zur Straße im OG Wintergarten. Auf der rechten Seite zurückgesetzter Vorbau mit Eingang. Mehrere Gaupen. Sparsame Putzgliederung: geschossteilende Gesimse, Quaderung der Kanten. Vorgarten mit eiserner Einfriedung und verputzten Pfosten am Eingang. Erbaut 1884, Architekt: Gerhard Schnitger. | 37445550 | BW   |
| Roggemannstraße 5 53° 8′ 8″ N, 8° 12′ 28″ O        | Wohnhaus    | Zweigeschossiger Putzbau von drei Achsen über Sockelgeschoss unter Mansardwalmdach. Linke Achse breiter, als Risalit ausgeprägt, darin im OG Dreifenstergruppe, davor eingeschossiger polygonaler Standerker, unter Balkon, im Dach Giebelgaupe. In den rechten zwei Achsen Sockel vorgezogen für Terrasse mit Wintergarten. Auf der linken Seite zurückgesetzter Vorbau mit Eingang. Putzgliederung: Rustizierung des Sockels, geschossteilende Gesimse, Gesimse auf Brüstungs- und Sturzhöhe, im OG zusätzliches Band, im Erdgeschoss Quaderung der Kanten (im Wechsel rustiziert), im OG Kantenpilaster mit Vasen-Ranken-Reliefs, am Erker Pilaster und Gebälk, Fensterrahmungen, im OG Brüstungsfelder und Ädikulen, Konsolfries unter der Traufe. Vorgarten und eiserne Einfriedung mit verputzten Pfosten am Eingang. Erbaut 1893, Architekt: Heinrich Früstück. Im Inneren aufwendiges Treppenhaus mit gr. Zementfliesentableau im Eingangsbereich, gusseiserne Treppenbaluster, Bleiverglasungen mit heimischen Motiven (1950er Jahre); Innentüren, Bodenbeläge, Deckenstuck.                                                                            | 37445572 |      |
| Roggemannstraße 7 53° 8′ 8″ N, 8° 12′ 28″ O        | Wohnhaus    | Zweigeschossiger Backsteinbau von fünf Achsen über Sockelgeschoss unter Mansardwalmdach. Rechte zwei Achsen flacher Risalit, davor eingeschossiger polygonaler Standerker unter Balkon, darüber Zwerchgiebel mit Voluten. Links Eingang. Dazwischen Sockel vorgezogen für Terrasse. Fenster im EG segmentbogig. Ochsenaugengaupe. Putzgliederung: Rustizierung des Sockels, Kantenquaderung, geschossteilende Gesimse und Brüstungsgesimse, am Eingang Pilaster und Dreiecksgiebel, Fensterrahmungen, am Risalit im OG Kantenpilaster, Traufgesims mit Zahnschnitt. Vorgarten. Erbaut 1901. | 37445594 |      |
| Roggemannstraße 8 53° 8′ 8″ N, 8° 12′ 30″ O        | Wohnhaus    | Giebelständiger eineinhalbgeschossiger Putzbau von drei Achsen mit Drempel unter Satteldach (Typus „Oldenburger Hundehütte“). Auf der linken Seite breiter zurückgesetzter Vorbau mit Eingang. Im Giebel mittig Serliana. Auf der rechten Seite moderner Wintergartenanbau. Putzgliederung: geschossteilendes Gesims mit Mäander, Quaderung, Fensterrahmungen, im Giebel mittig Brüstungsfelder, Pilaster und Gebälk. Vorgarten und eiserne Einfriedung. Erbaut 1886, Architekt: Carl Friedrich Spieske. | 37445868 | BW   |
| Roggemannstraße 9 53° 8′ 9″ N, 8° 12′ 28″ O        | Wohnhaus    | Giebelständiger eineinhalbgeschossiger Putzbau von fünf Achsen (im Giebel drei) mit Drempel unter Satteldach (Typus „Oldenburger Hundehütte“). Eingang mittig. Öffnungen im EG segmentbogig. Sparsame Putzgliederung: geschossteilendes Band, im EG Fensterrahmungen. Vorgarten. Erbaut wohl in den 1880er Jahren. | 37445621 |      |
| Roggemannstraße 10 53° 8′ 9″ N, 8° 12′ 30″ O       | Wohnhaus    | Giebelständiger eineinhalbgeschossiger Putzbau von drei Achsen über Sockelgeschoss mit Drempel unter Satteldach (Typus „Oldenburger Hundehütte“). Sockel mittig vorgezogen für Terrasse, z. T. als Wintergarten überbaut. Im Giebel mittig Zweifenstergruppe. Auf der linken Seite zurückgesetzter Vorbau mit Eingang. Putzgliederung: Quaderung, geschossteilende Gesimse, im EG zwei horizontale Bänder, Fensterrahmungen, im Giebel mittig Brüstungsfelder und Ädikulen. Vorgarten mit etwas jüngerer Einfriedung aus verputzten Pfosten mit Lattenzaun. Erbaut 1885 durch Zimmermeister Ulken, Einfriedung wohl um 1910. | 37445890 |      |
| Roggemannstraße 11 53° 8′ 9″ N, 8° 12′ 28″ O       | Wohnhaus    | Giebelständiger eineinhalbgeschossiger Putzbau von vier Achsen mit Drempel unter Satteldach (Tyus „Oldenburger Hundehütte“). Eingang auf der rechten Seite. Reste der Putzgliederung: geschossteilendes Gesims, im EG Fensterrahmungen. Vorgarten. Erbaut 1885 durch Maurermeister Brandes. | 37445643 | BW   |
| Roggemannstraße 14 53° 8′ 9″ N, 8° 12′ 30″ O       | Wohnhaus    | Giebelständiger eineinhalbgeschossiger Putzbau von vier Achsen über Sockelgeschoss mit Drempel unter Satteldach (Typus „Oldenburger Hundehütte“). Links polygonaler Standerker unter Balkon. Auf der rechten Seite zurückgesetzter Vorbau mit Eingang. Putzgliederung: horizontale Fugen, geschossteilende Gesimse, Fensterrahmungen, am Erker Brüstungsfelder, im Giebel mittig Ädikulen. Verzierter Schwebegiebel. Vorgarten. Erbaut 1887, Architekt: Carl F. Spieske. | 37445912 |      |
| Roggemannstraße 16 53° 8′ 10″ N, 8° 12′ 30″ O      | Wohnhaus    | Traufständiger eineinhalbgeschossiger Putzbau von vier Achsen über Sockelgeschoss mit Drempel unter Satteldach (Variante des Typus „Oldenburger Hundehütte“). Rechts zweigeschossiger Risalit von zwei Achsen mit Giebel, darin jüngerer Garageneinbau. Links wohl nachträglich breiter Standerker unter Balkon angebaut. Auf der linken Seite zurückgesetzter Vorbau mit Eingang. Putzgliederung entfernt, am Giebel frei rekonstruiert. Rest des Vorgartens. Erbaut wohl in den 1880er Jahren. | 37445934 |      |
| Roggemannstraße 17 53° 8′ 11″ N, 8° 12′ 28″ O      | Wohnhaus    | Traufständiger zweigeschossiger Putzbau von fünf Achsen über Kellersockel unter Satteldach. Mittig Zwerchgiebel mit Schwebegiebel. Links Sockel vorgezogen für Terrasse mit Wintergarten. Auf der rechten Seite zurückgesetzter Vorbau mit Eingang. Putzgliederung: Quaderung des Sockels, horizontale Fugen, Gesims über dem Sockel, Brüstungsgesimse, Fensterrahmungen, Ädikulen, im EG Brüstungsfelder. Vorgarten. Erbaut wohl in den 1880er Jahren. | 37445710 |      |
| Roggemannstraße 18 53° 8′ 10″ N, 8° 12′ 30″ O      | Wohnhaus    | Giebelständiger eingeschossiger Putzbau von vier Achsen über Sockelgeschoss unter Mansarddach. Möglicherweise vor dem Umbau eineinhalbgeschossiges Giebelhaus mit Drempel unter Satteldach vom Typus „Oldenburger Hundehütte“. Rechts Sockel vorgezogen für Wintergarten. Im Giebel Rundbogenfenster. Auf der linken Seite zurückgesetzter Vorbau mit Eingang. Putzgliederung: Rustizierung des Sockels und der Kanten, geschossteilende Gesimse, Fensterrahmungen, Brüstungsfelder, im Giebel Pilaster, Gebälk und bekrönende Balustrade. Vorgarten. Im Kern 1881, Umbau 1913, Architekt: Heinrich Früstück. | 37445956 |      |
| Roggemannstraße 19 53° 8′ 11″ N, 8° 12′ 29″ O      | Wohnhaus    | Zweigeschossiger Putzbau über Sockelgeschoss unter Walmdach. Links zwei Achsen, rechts polygonaler zweigeschossiger Standerker. Auf der rechten Seite zurückgesetzter Vorbau mit Eingang. Fenster im EG segmentbogig. Putzgliederung: Rustizierung des Sockels und der Kanten, horizontale Fugen im EG, geschossteilende Gesimse, Fensterrahmungen, am Erker und im Obergeschoss Brüstungsfelder, im OG Ädikulen, am Erker unten Pilaster, Traufgesims mit Konsolfries. Vorgarten und eiserne Einfriedung. Erbaut 1886, Architekt: Johann Diedrich Schelling. | 37445732 | BW   |
| Roggemannstraße 20 53° 8′ 12″ N, 8° 12′ 30″ O      | Wohnhaus    | Giebelständiger eineinhalbgeschossiger Putzbau von vier Achsen über Sockelgeschoss mit Drempel unter Satteldach (Typus „Oldenburger Hundehütte“). Rechts polygonaler Standerker unter Balkon. Im Giebel mittig rundbogige Dreifenstergruppe. Auf der linken Seite zurückgesetzter Vorbau mit Eingang. Auf der rechten Seite zweigeschossiger Risalit von zwei Achsen mit Giebel, davor Wintergarten. Putzgliederung: Quaderung, geschossteilende Gesimse, Fensterrahmungen, am Erker Pilaster und Gebälk, im Giebel mittig Bogenrahmung auf Säulchen und Balusterbrüstungen. Verzierter Schwebegiebel. Rest des Vorgartens und der Einfriedung aus Eisen mit verputzten Pfosten. Erbaut 1886, Architekt: Heinrich Früstück. | 37446004 |      |
| Roggemannstraße 21 / 23 53° 8′ 12″ N, 8° 12′ 29″ O | Wohnhaus    | Zweigeschossiger Putzbau von sechs Achsen über Sockelgeschoss unter Walmdach in symmetrischer Gestaltung. In den zweiten Achsen von außen polygonale zweigeschossige Standerker, in den äußeren Achsen Eingänge mit Freitreppen. Öffnungen segmentbogig. Auf der linken Haushälfte jüngere Walmgaupe. Rückwärtig verglaste Veranden. Putzgliederung: horizontale Fugen am Sockel, Gesims über dem Sockel, Brüstungsgesimse, zusätzliche horizontale Bänderung, Fensterrahmungen, Traufgesims mit Konsolfries. Vorgarten und Einfriedung aus Eisengittern zwischen verputzten Pfosten. Erbaut 1892, Architekten: Ludwig Klingenberg & Hugo Weber. | 37445754 |      |
| Roggemannstraße 24 53° 8′ 12″ N, 8° 12′ 30″ O      | Wohnhaus    | Giebelständiger eineinhalbgeschossiger Putzbau von vier Achsen über Sockelgeschoss mit Drempel unter Satteldach (Typus „Oldenburger Hundehütte“). Auf der linken Seite Risalit mit Eingang, davor eineinhalbgeschossiger Vorbau bis zur Flucht gezogen, dadurch Fassade fünfachsig wirkend. Im Giebel mittig Rundbogenfenster. Putzgliederung: Quaderung, geschossteilende Gesimse, Fensterrahmungen, im EG mittig Brüstungsfelder, im Giebel mittig Balusterbrüstungen, Pilaster und Gebälk. Vorgarten und Einfriedung aus Eisengitter mit verputzten Pfosten. Erbaut 1888, Architekt: Heinrich Früstück. | 37446027 |      |
| Roggemannstraße 25 53° 8′ 13″ N, 8° 12′ 29″ O      | Wohnhaus    | Zwei- bis zweieinhalbgeschossiger Backsteinbau von dreizehn Achsen über Sockelgeschoss mit Eingang unter Walmdach in symmetrischer Gestaltung. In den drei äußeren Achsen jeweils polygonale zweieinhalbgeschossige Standerker. Mittig dreiachsiger Risalit von zweieinhalb Geschossen, davor in ganzer Breite eingeschossiger Vorbau mit mittigem Eingang, am Vorbau drei rundbogige Blendarkaden, Biforienfenster (über dem Eingang Doppelarkatur) überfangend. Trakte zwischen Risalit und Standerkern zweigeschossig, davor im Souterrain zweibogige Loggien unter Balkonen. Fenster im Souterrain und EG segmentbogig. Werksteingliederung in reichen Spätrenaissanceformen: Gesims über dem Sockelgeschoss und an den Standerkern über dem EG, Balkonbrüstungen, an den Biforien in der Mitte tragende Volutenpilaster, Brüstungsreliefs mit Büsten in tondi und bekrönende Engelsreliefs, im OG an den Erkern und am Mittelrisalit Volutenpilaster, Brüstungsreliefs mit Büsten in Tondi und bekrönende Sprenggiebel mit Obelisken, an den Zwischentrakten einfachere Ädikulen, Konsolfries unter der Traufe. Erbaut 1887, Architekt: Ludwig Klingenberg. | 37445778 |      |
| Roggemannstraße 26 53° 8′ 13″ N, 8° 12′ 30″ O      | Wohnhaus    | Giebelständiger eineinhalbgeschossiger Putzbau von vier Achsen über Sockelgeschoss mit Drempel unter Satteldach (Typus „Oldenburger Hundehütte“). Rechts polygonaler Standerker unter modern verändertem Balkon. Auf der linken Seite zurückgesetzter Vorbau mit Eingang. Fenster im Erdgeschoss segmentbogig. Putzgliederung: horizontale Fugen, geschossteilende Gesimse, Fensterrahmungen, im EG Brüstungsreliefs, im Giebel Brüstungsfelder und mittig Ädikula, am Erker Pilaster. Vorgarten und eiserne Einfriedung. Erbaut wohl in den 1880er Jahren. | 37446049 |      |
| Roggemannstraße 27 53° 8′ 13″ N, 8° 12′ 29″ O      | Wohnhaus    | Giebelständiger eineinhalbgeschossiger Putzbau von vier Achsen über Sockelgeschoss mit Drempel unter Satteldach (Typus „Oldenburger Hundehütte“). Links Sockel vorgezogen für Terrasse, heute überbaut. Auf der rechten Seite zurückgesetzter Vorbau mit Eingang. Fenster segmentbogig. Putzgliederung: Quaderung, geschossteilende Gesimse, horizontale Bänderung, Fensterrahmungen, im Erdgeschoss Brüstungsfelder, im OG Balusterbrüstungen, Ädikulen und mittg Nische mit weiblicher Konsolfigur mit Füllhorn (Flora oder Fortuna). Vorgarten und eiserne Einfriedung. Erbaut 1890, Architekt: Logemann. | 37445800 |      |
| Roggemannstraße 28 53° 8′ 13″ N, 8° 12′ 31″ O      | Wohnhaus    | Giebelständiger eineinhalbgeschossiger Putzbau von vier Achsen über Sockelgeschoss mit Drempel unter Satteldach (Typus „Oldenburger Hundehütte“). Links polygonaler Standerker unter Balkon. Auf der linken Seite zurückgesetzter Vorbau mit Eingang. Auf der rechten Seite Standerker unter Balkon, davor jüngerer Garagenanbau. Putzgliederung: horizontale Fugen, geschossteilende Gesimse, Fensterrahmungen, im EG Brüstungsfelder, am Giebel mittig Ädikula, am Erker Pilaster und verkröpftes Gebälk. Vorgarten und eiserne Einfriedung. Erbaut 1887, Architekt: Carl Friedrich Spieske. | 37446071 |      |
| Roggemannstraße 29 53° 8′ 14″ N, 8° 12′ 29″ O      | Wohnhaus    | Zweigeschossiger Putzbau von fünf Achsen unter Walmdach. Rechts zweiachsiger Risalit unter Dreiecksgiebel, davor polygonaler Standerker unter Balkon mit wohl jüngerem Ladeneinbau. Eingang mittig. Putzgliederung: geschossteilendes Gesims, Brüstungsgesims, Fensterrahmungen, im OG Brüstungsfelder und Ädikulen (mittlere Achse blind mit Blendbogen von Pilastern gerahmt und mit Giebel bekrönt), am Erker Pilaster, Konsolfries unter der Traufe. Erbaut 1882 durch Zimmermeister Oltmann Willers, erweitert (rückwärtig?) 1911 durch Maurermeister Johann Heinrich Brandes. | 37445823 |      |
| Roggemannstraße 31 53° 8′ 14″ N, 8° 12′ 29″ O      | Wohnhaus    | Doppelhaus mit Hindenburgstraße 1. Zweigeschossiger Putzbau von drei Achsen über Sockelgeschoss unter Halbwalmdach. Linke Achse breiter, als Risalit mit polygonalem eingeschossigem Standerker, darüber Balkon mit jüngerem Aufbau. Eingang auf der linken Seite. Putzgliederung: geschossteilende Gesimse, Quaderung, am Erker Pilaster, Fensterrahmungen, im EG Brüstungsfelder, im OG Ädikulen, Kranzgesims mit Relieffeldern und Konsolfries. Vorgarten und eiserne Einfriedung. Erbaut wohl 1881, Architekt: Adels. | 37445845 | BW   |